# بانی همر
بانی همر (انگلیسی: Bonnie Hammer؛ زادهٔ ۱۹۵۰ (۷۴–۷۵ سال)) خودشاغل اهل ایالات متحده آمریکا است. او معاون مدیرعامل استودیوی ان‌بی‌سی یونیورسال است.